# Vicente Oya Rodríguez
Vicente Oya Rodríguez (Cambil, 1939-Jaén, 11 de agosto de 2016) fue un historiador, periodista y escritor español. Llevó a cabo una extensa labor de recuperación y difusión de la historia de la provincia de Jaén, siendo nombrado cronista oficial de la ciudad de Jaén desde 1975, de la villa de Cambil desde 1982, y de la provincia de Jaén desde febrero de 2016, hasta su muerte.  

## Biografía
Nació en Cambil en 1939. Se licenció en Filosofía y Letras (Historia Contemporánea). Ejerció como periodista de Diario Jaén durante 25 años y como corresponsal de la provincia de Jaén para medios de comunicación como Radio Nacional de España, La Vanguardia y ABC. Posteriormente escribió para Ideal Jaén como columnista, en el que aseguraba haber escrito ya más de 8.000 columnas.
Estuvo muy vinculado a diversas instituciones jiennenses, entre ellas el Instituto de Estudios Giennenses, la Real Sociedad Económica de Amigos del País de Jaén, la Santa Capilla de San Andrés y la Asociación de Amigos de San Antón. Fue presidente de la asociación  provincial de Jaén de personas con discapacidad intelectual, APROMPSI, que cuenta con más de 4500 socios y más de 200 trabajadores en la provincia de Jaén.

## Cargos desempeñados[2]
- Cronista oficial de la ciudad de Jaén.
- Cronista oficial de la villa de Cambil.
- Cronista oficial de la provincia de Jaén.
- Cronista de la Hermandad del Silencio de Jaén.[7][8]
- Presidente de la asociación provincial de Jaén de personas con discapacidad intelectual, "APROMPSI".
- Secretario del Consejo Social de la UJA.
- Fundador de la Asociación Provincial de Cronistas Reino de Jaén.
- Consejero de número del Instituto de Estudios Gienenenses (IEG) de la Administración provincial.
- Funcionario público: jefe de Sección encargado del Archivo en la Subdelegación del Gobierno en Jaén.[4]

## Obras
Realizó más de 50 biografías de personajes de la Historia Contemporánea de Jaén y prologó más de cien libros de autores jiennenses, 22 de ellos de cronistas de la provincia. Pronunció hasta setenta pregones por diferentes puntos de la provincia de Jaén, como la presentación del cartel de la semana Santa de Jaén en 1987.

### Narrativa
- Hacia otra aurora (2002)[11]

### Artículos de revistas[12]
- La revista "Gálibo" de la Hermandad Ferroviaria de Jaén (2007)
- Reseña de actividades del Instituto de estudios giennenses (2004)
- El Instituto de Estudios Giennenses y los cronistas oficiales de Jaén (2003)
- Las actividades del Instituto de Estudios Giennenses desde su reestructuración en 1992. Segunda parte: desde 1996 a 2000 (2001)
- Las actividades de un año conmemorativo. Boletín del Instituto de Estudios Giennenses (2001)
- Las actividades del Instituto de Estudios Giennenses desde su reestructuración en 1992: primera parte: cursos del 1992-93 al 1995-96. Boletín del Instituto de Estudios Giennenses (2001)
- Luis Sagaz Zubelzu. O la grandeza de un médico, de un científico, de un hombre, en Jaén (2000)
- Eduardo García-Triviño: Una figura señera de la Medicina en Jaén y una institución a nivel popular (1997)

### Colaboraciones en obras colectivas[12]
- Jaén: sinfonía en cuatro tiempos (2015)
- Historia del V Congreso Nacional de Cronistas Oficiales de España (2015)
- Indumentaria tradicional de la provincia de Jaén: los «chirris» y las «pastiras» (1998)
- Algunas danzas y canciones de la provincia de Jaén (1986)

## Distinciones y homenajes
- Hijo Predilecto de Cambil.[2]
- Cruz de Plata de la Solidaridad Social a la asociación APROMPSI.[2]
- El ayuntamiento de Jaén le dedicó a su persona una de las plazas del Parque del Seminario.[5]
- El ayuntamiento de Cambil, por su parte, le dedicó una escuela infantil del municipio.[13]
- Socio de honor de la Asociación de la Prensa de Jaén.[2]
- Miembro de Honor de la Real Academia Española de Cronistas Oficiales.[14]
- Premio Andaluz a las Buenas Prácticas en la Atención a las Personas con discapacidad correspondiente al año 2015 en la modalidad «Medios de Comunicación» por su trayectoria profesional y personal en el ámbito de la discapacidad, cuya actividad ha hecho visible y contribuido a trasladar una imagen real de las personas con discapacidad, favoreciendo su inclusión social.[15]